# 해럴드 페리노
해럴드 페리노(Harold Perrineau, 1963년 8월 7일 ~ ) 은 미국의 배우로 드라마 시리즈 로스트의 마이클 도슨 역이나 매트릭스의 링크 역 등을 맡은 것으로 잘 알려져 있는 인물이다. 최근 ABC의 코미디 드라마 작품 언유주얼스에서 NYPD 탐정 역을 맡고 있다.

## 출연 작품

### 영화
- 매트릭스2
- 매트릭스3

### 드라마
- 로스트